# Titanic Memorial (Washington)
Titanic Memorial je žulová socha v jihozápadním Washingtonu D.C., která je památníkem obětí potopení lodi Titanic. Třináct stop vysoká postava představuje částečně oděného muže s nataženýma rukama stojícího na čtvercové základně. Základna je lemována čtvercovou exedrou, kterou vytvořil Henry Bacon. Pomník byl postaven z iniciativy Women's Titanic Memorial Association.
Nachází se na ulici P Street SW sousedící s Washington Channel a Fort Lesley J. McNair. Kongres schválil jeho zřízení v roce 1917. Byl navržen Gertrudou Vanderbilt Whitneyovou, která vyhrála soutěž v otevřeném výběrovém řízení a vyroben v roce 1918 Johnem Horriganem z jednoho kusu červené žuly vytěženého ve Westerly na Rhode Islandu. Pomník byl odhalen 26. května 1931 Helen Herron Taftovou. Původně se nacházel na úpatí New Hampshire Avenue, NW v parku Rock Creek podél řeky Potomac; pomník byl odstraněn v roce 1966, při výstavbě Kennedy Center. Památník byl na své aktuální místo instalován bez obřadu v roce 1968.
Francouzská vláda koupila repliku hlavy památníku vytesanou z mramoru a vystavila ji v Paříži v roce 1921. V současné době je uložena v Musée du Luxembourg.
V roce 2007 by zařazen do National Register of Historic Places.
Nápis na podstavci
čelní strana:

TO THE BRAVE MEN

WHO PERISHED

IN THE WRECK

OF THE TITANIC

APRIL 15 1912

THEY GAVE THEIR

LIVES THAT WOMEN

AND CHILDREN

MIGHT BE SAVED
ERECTED BY THE

WOMEN OF AMERICA

zadní strana:

TO THE YOUNG AND THE OLD

THE RICH AND THE POOR

THE IGNORANT AND THE LEARNED

ALL

WHO GAVE THEIR LIVES NOBLY

TO SAVE WOMEN AND CHILDREN